# Comuna Veliko Trojstvo, Bjelovar-Bilogora
Veliko Trojstvo este o comună în cantonul Bjelovar-Bilogora, Croația, având o populație de 2.741 de locuitori (2011).

## Demografie
Componența etnică a comunei Veliko Trojstvo
     Croați (97,81%)
     Sârbi (1,02%)
     Necunoscut (0,15%)
     Neclasificat (0,84%)
Componența confesională a comunei Veliko Trojstvo
     Catolici (95,73%)
     Fără religie și atei (1,5%)
     Ortodocși (1,46%)
     Necunoscută (0,69%)
     Alte religii (0,62%)
Conform recensământului din 2011, comuna Veliko Trojstvo avea 2.741 de locuitori. Din punct de vedere etnic, majoritatea locuitorilor (97,81%) erau croați, cu o minoritate de sârbi (1,02%). Apartenența etnică nu este cunoscută în cazul a 0,15% din locuitori. Din punct de vedere confesional, majoritatea locuitorilor (95,73%) erau catolici, existând și minorități de persoane fără religie și atei (1,5%) și ortodocși (1,46%). Pentru 0,69% din locuitori nu este cunoscută apartenența confesională.